# Mikiola orientalis
Mikiola orientalis är en tvåvingeart som beskrevs av Jean-Jacques Kieffer 1909. Mikiola orientalis ingår i släktet Mikiola och familjen gallmyggor.
Artens utbredningsområde är Turkiet. Inga underarter finns listade i Catalogue of Life.